# Red Bull-Bora-hansgrohe
Red Bull-Bora-hansgrohe ist ein deutsches Radsportteam mit Sitz in Raubling in Oberbayern. Die Mannschaft wurde zur Saison 2010 unter dem Namen Team NetApp gegründet.
Zu den größten Erfolgen des Teams gehören der Sieg von Peter Sagan bei Paris–Roubaix 2018, die Gesamtsieg von Jai Hindley beim Giro d’Italia 2022 und Primož Roglič bei der Vuelta a España 2024 sowie der dritte Platz von Florian Lipowitz bei der Tour de France 2025.

## Organisation
Seit 2010 nimmt vom ehemaligen Radrennfahrer Ralph Denk gegründete Team an internationalen Radrennen teil, zunächst als Continental Team insbesondere an der UCI Europe Tour. Namenssponsor war zu Beginn der amerikanische IT-Konzern NetApp. In der Saison 2011 erhielt die Mannschaft erstmals den Status als UCI Professional Continental Team. Sie fusionierte 2013 mit dem britischen Team Endura Racing zum Team NetApp-Endura.
2013 folgte der erste Start bei der Vuelta a España. Zudem wurde der damalige sportliche Leiter Jens Heppner Ende Juli 2013 von seinen Aufgaben entbunden, nachdem eine französische Doping-Untersuchung veröffentlicht wurde, in welcher Heppner Doping u. a. bei der Tour de France 1998 vorgeworfen wurde. 2014 konnte das Team erstmals an der Tour de France teilnehmen.
Zur Saison 2015 wurden die bisherigen Titelsponsoren durch den deutschen Hersteller von Kochfeldern und Kochfeldabzügen Bora und den kanadischen Radhersteller Argon 18 ersetzt.
Zur Saison 2017 wurde die Hansgrohe Group mit ihrer Marke hansgrohe zweiter Titelsponsor neben Bora. Das Team trug bis Juni 2024 den Teamnamen Bora-hansgrohe. Das Team strebte einen Platz in der UCI WorldTour an und verpflichtete hierzu u. a. den amtierenden Weltmeister Peter Sagan. Zur Saison 2018 erhielt das Team erstmals eine Lizenz als UCI WorldTeam
Die UCI Continental Teams Lotto–Kern Haus und Tirol KTM fungierten in der Saison 2023 als Farmteams von Bora-hansgrohe. Zudem gab es ein U19-Team, das unter dem Namen ursprünglich als Team Auto Eder, seit 2024 als Team Grenke Auto Eder auftrat.
Im Jahr 2024 übernahm die Red Bull GmbH 51 Prozent der Anteile am Teambetreiber RD procycling GmbH & Co. KG und der RD Beteiligungs-GmbH. Seit Beginn der Tour de France 2024 fährt das Team unter dem Namen Red Bull-Bora-hansgrohe.
Der Teambetreiber gehöre neben dem UCI WorldTeam das Development Team Red Bull-Bora-hansgrohe Rookies und die Junioren-Mannschaft Grenke-Auto Eder.

## Platzierungen in UCI-Ranglisten
UCI World Ranking
| World Ranking | World Ranking | World Ranking                | World Ranking |
| Jahr          | Teamwertung   | Einzelwertung                |               |
| ------------- | ------------- | ---------------------------- | ------------- |
| 2016          | —             | Sam Bennett (96. )           |               |
| 2017          | —             | Peter Sagan (3. )            |               |
| 2018          | —             | Peter Sagan (4. )            |               |
| 2019          | 2.            | Pascal Ackermann (7. )       |               |
| 2020          | 6.            | Maximilian Schachmann (14. ) |               |
| 2021          | 7.            | Maximilian Schachmann (22. ) |               |
| 2022          | 4.            | Alexander Wlassow (5. )      |               |
| 2023          | 10.           | Alexander Wlassow (26. )     |               |
| 2024          | 5.            | Primož Roglič (8. )          |               |
|               |               |                              |               |
| Quelle: UCI   |               |                              |               |

### Kontinentale Ranglisten bis 2016
UCI Africa Tour
| Saison    | Mannschaftswertung | Einzelwertung     |
| --------- | ------------------ | ----------------- |
| 2010      | -                  | -                 |
| 2011      | 8.                 | Daryl Impey (18.) |
| 2012–2016 | -                  | -                 |

UCI America Tour
| Saison    | Mannschaftswertung | Einzelwertung           |
| --------- | ------------------ | ----------------------- |
| 2010-2011 | -                  | -                       |
| 2012      | 23.                | Leopold König (45.)     |
| 2013      | 18.                | Leopold König (96.)     |
| 2014      | 12.                | Tiago Machado (61.)     |
| 2015      | 35.                | Paul Voß (278.)         |
| 2016      | 21.                | Emanuel Buchmann (107.) |

UCI Asia Tour
| Saison | Mannschaftswertung | Einzelwertung              |
| ------ | ------------------ | -------------------------- |
| 2010   | 54.                | Andreas Schillinger (208.) |
| 2011   | 54.                | Robert Retschke (254.)     |
| 2012   | 57.                | Grischa Janorschke (188.)  |
| 2013   | 39.                | Ralf Matzka (106.)         |
| 2014   | 31.                | Daniel Schorn (136.)       |
| 2015   | 47.                | Sam Bennett (125.)         |
| 2016   | 17.                | Phil Bauhaus (80.)         |

UCI Europe Tour
| Saison | Mannschaftswertung | Einzelwertung              |
| ------ | ------------------ | -------------------------- |
| 2010   | 33.                | Andreas Schillinger (155.) |
| 2011   | 29.                | Leopold König (64.)        |
| 2012   | 9.                 | André Schulze (13.)        |
| 2013   | 16.                | Jan Bárta (13.)            |
| 2014   | 9.                 | Sam Bennett (11.)          |
| 2015   | 16.                | Sam Bennett (21.)          |
| 2016   | 10.                | Sam Bennett (26.)          |

UCI Oceania Tour
| Saison    | Mannschaftswertung | Einzelwertung          |
| --------- | ------------------ | ---------------------- |
| 2010–2012 | -                  | -                      |
| 2013      | 8.                 | Zakkari Dempster (24.) |
| 2014      | 11.                | Zakkari Dempster (49.) |
| 2015-2016 | -                  | -                      |

## Mannschaft 2025
| Teamkader 2025          | Teamkader 2025     | Teamkader 2025 | Teamkader 2025                            |
| Name                    | Geburtsdatum       | Land           | Vorheriges Team                           |
| ----------------------- | ------------------ | -------------- | ----------------------------------------- |
| Roger Adrià             | 18. April 1998     | Spanien        | Equipo Kern Pharma (2023)                 |
| Giovanni Aleotti        | 25. Mai 1999       | Italien        | Cycling Team Friuli ASD (2020)            |
| Nico Denz               | 15. Februar 1994   | Deutschland    | Team DSM (2022)                           |
| Finn Fisher-Black       | 21. Dezember 2001  | Neuseeland     | UAE Team Emirates (2024)                  |
| Alexander Hajek         | 19. Juli 2003      | Österreich     | Tirol KTM Cycling Team (2023)             |
| Emil Herzog             | 6. Oktober 2004    | Deutschland    | Hagens Berman Axeon (2023)                |
| Jai Hindley             | 5. Mai 1996        | Australien     | Team DSM (2021)                           |
| Oier Lazkano            | 7. November 1999   | Spanien        | Movistar Team (2024)                      |
| Florian Lipowitz        | 21. September 2000 | Deutschland    | Tirol KTM Cycling Team (2022)             |
| Filip Maciejuk          | 3. September 1999  | Polen          | Bahrain Victorious (2023)                 |
| Daniel Felipe Martínez  | 25. April 1996     | Kolumbien      | Ineos Grenadiers (2023)                   |
| Jordi Meeus             | 1. Juli 1998       | Belgien        | SEG Racing Academy (2020)                 |
| Gianni Moscon           | 20. April 1994     | Italien        | Soudal Quick-Step (2024)                  |
| Ryan Mullen             | 7. August 1994     | Irland         | Trek-Segafredo (2021)                     |
| Giulio Pellizzari       | 21. November 2003  | Italien        | VF Group-Bardiani CSF-Faizanè (2024)      |
| Laurence Pithie         | 17. Juli 2002      | Neuseeland     | Groupama-FDJ (2024)                       |
| Primož Roglič           | 29. Oktober 1989   | Slowenien      | Jumbo-Visma (2023)                        |
| Jan Tratnik             | 23. Februar 1990   | Slowenien      | Team Visma \| Lease a Bike (2024)         |
| Mick van Dijke          | 15. März 2000      | Niederlande    | Team Visma \| Lease a Bike (2024)         |
| Tim van Dijke           | 15. März 2000      | Niederlande    | Team Visma \| Lease a Bike (2024)         |
| Danny van Poppel        | 26. Juli 1993      | Niederlande    | Intermarché-Wanty-Gobert Matériaux (2021) |
| Alexander Wlassow       | 23. April 1996     | Russland       | Astana-Premier Tech (2021)                |
| Frederik Wandahl        | 9. Mai 2001        | Dänemark       | ColoQuick (2020)                          |
| Sam Welsford            | 19. Januar 1996    | Australien     | Team DSM-Firmenich (2023)                 |
| Ben Zwiehoff            | 22. Februar 1994   | Deutschland    |                                           |
| Jonas Koch              | 25. Juni 1993      | Deutschland    | Intermarché-Wanty-Gobert Matériaux (2021) |
| Anton Palzer            | 11. März 1993      | Deutschland    |                                           |
| Matteo Sobrero          | 14. Mai 1997       | Italien        | Team Jayco AlUla (2023)                   |
| Maxim Van Gils          | 25. November 1999  | Belgien        | Lotto Dstny (2024)                        |
|                         |                    |                |                                           |
| Quelle: ProCyclingStats |                    |                |                                           |

## Trivia
Bora-Hansgrohe führte seit 2019 auf seiner offiziellen Website den Sprinter Ion Göttlich als Teammitglied.
Dieser fiktive Charakter wurde 2014 von Claudio Pavan erfunden. Cycling Weekly bezeichnete ihn als „populärsten Radrennfahrer, der nicht die Tour de France bestreitet“.
Zur Tour de France 2020 wurde der Podcast EAT. RACE. SHOWER. REPEAT. veröffentlicht, welcher sich mit der Vorbereitung, der Zielsetzung und der Teilnahme an der Tour de France befasst. Neben zahlreichen Fahrern kommen u. a. auch sportliche Leiter, Trainer und Köche zu Wort. Moderiert wird der englischsprachige Podcast von der britischen Sportjournalistin und Fernsehkommentatorin Laura Winter und dem ehemaligen deutschen Radrennfahrer beim Team Paul Voß.